# Cybionte
Le cybionte est un super organisme planétaire métaphorique conceptualisé par Joël de Rosnay. 
Son nom vient de la contraction des termes « cybernétique » et « biologie ». 

C’est un macro corps sociétal externalisé, sorte de matrice nourricière produit par l’homme et qu’il produit en retour. 
Cette nouvelle forme de vie collective est décrite dans son ouvrage L'Homme Symbiotique (Éditions du Seuil, Paris 1995) : 
« La Terre abrite l’embryon d’un corps et l’esquisse d’un esprit. Ce corps se maintient en vie grâce aux grandes fonctions écologiques et économiques qui constituent l’écosphère. La conscience collective émerge de la communication simultanée des cerveaux des hommes … ».
Cette conception néanmoins optimiste d'un avenir incertain est héritée entre autres des principes d'inconscient collectif jungien, de biologie cellulaire, de cybernétique et de pensée complexe.